# Plácido Domingo
José Plácido Domingo Embil (ur. 21 stycznia 1941 w Madrycie) – hiszpański śpiewak posiadający ciemną barwę głosu tenor spinto.

## Życiorys
Jest synem Pepity Embil Echaniz (Baskijka) i Placido Domingo Ferrera (pochodzącego z rodziny katalońsko-aragońskiej), którzy w 1946 przenieśli się z synem do Meksyku. Jego rodzice byli śpiewakami w zarzuelach: matka śpiewała sopranem, a ojciec – barytonem. Jako dziecko występował w przedstawieniach rodziców. Uczęszczał na lekcje gry na fortepianie i w latach 50. akompaniował matce podczas jej występów, a także grał w orkiestrze kameralnej. Komunikuje się kilkoma językami, m.in. hiszpańskim, angielskim, francuskim i niemieckim.
W młodości zagrał w 184 wystawieniach spektaklu My Fair Lady. W 1961 zadebiutował w Meksykańskiej Operze Narodowej rolą Alfreda w Traviacie Verdiego. W 1962–1965 śpiewał w operze w Tel Awiwie, w której przez pół roku wystąpił w ponad 200 przedstawieniach i nauczył się ponad 50 ról operowych. Podczas jednego z występów w operze Carmen został dostrzeżony przez przedstawiciela nowojorskiej agencji poszukującej talentów, który zaproponował mu występ w Samsonie w Chautauqua Opera w Nowym Jorku. Po ciepło przyjętym występie w Traviacie w New York City Opera w 1966 zadebiutował w Don Carlosie w Wiedeńskiej Operze Państwowej. W 1968 zadebiutował w La Scali w Mediolanie rolą w Ernanim, a w następnym sezonie po raz pierwszy wystąpił w Metropolitan Opera w Nowym Jorku, śpiewając w Turandot. Występował także w Covent Garden w Londynie. W 1975 w Hamburgu po raz pierwszy zagrał tytułową rolę w operze Otello Giuseppe Verdiego, za którą jest szczególnie ceniony. Rolę powtórzył m.in. w Metropolitan Opera w 1996. W 1983 wystąpił w kilku wystawieniach Dziewczyny z Zachodu w Operze Wiedeńskiej. W 1995 wystąpił w pięcioipółgodzinnym przedstawieniu Parsifal w Metropolitan Opera.
W 1968 wydał swój debiutancki album pt. Recital of Italian Operatic Arias, za który uzyskał Grand Prix du Disque. W latach 80. wzbogacił swój repertuar o muzykę pop. W 1981 w duecie z Johnem Denverem wydał singiel „Perhabs Love”, który rozszedł się w milionowym nakładzie. W 1983 wydał album pt. My Love for a Song, na której znalazły się m.in. piosenki: „I Don’t Talk to Strangers” autorstwa Andrew Lloyda Webbera, „My Life for a Song” Lee Holdridge’a i „There Will Be Love” Plácido Domingo juniora.

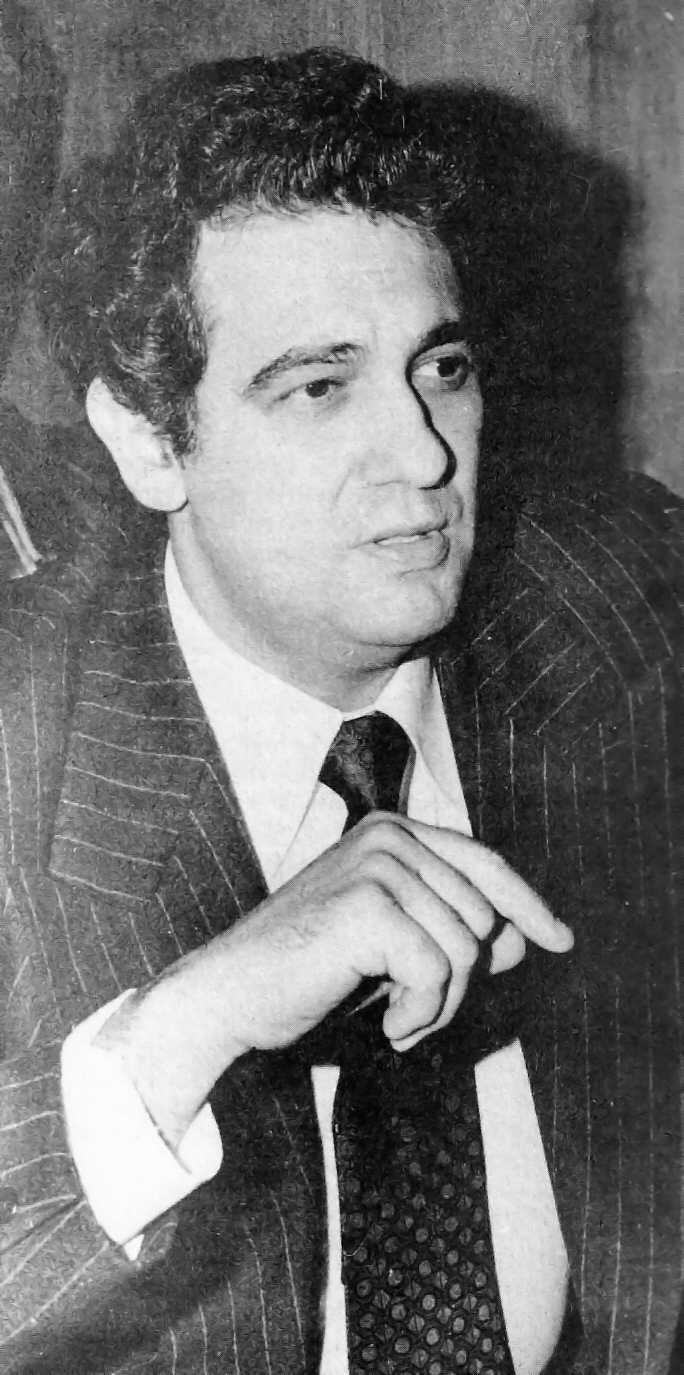
Domingo (1979)

Jako dyrygent zadebiutował w sezonie 1973/1974 Traviatą Verdiego w New York City Opera. W 1983 dyrygował wykonaniem Zemsty nietoperza w Covern Garden w Londynie, a w następnym roku – Cyganerią Pucciniego w Metropolitan Opera w Nowym Jorku. W 1995 dyrygował w przedstawieniu Madame Butterfly w Metropolitan Opera.
Zagrał główne role męskie w kinowych ekranizacjach oper: La Traviata (1982) i Otello (1986) w reżyserii Franco Zeffirellego oraz Carmen (1984) Francesco Rosiego. Był chwalony przez recenzentów za swoje umiejętności aktorskie.
Zafascynowany postacią malarza Francisco Goi, zlecił Gianowi Carlo Menottiemu napisanie opery o artyście – premiera sztuki Goya odbyła się w 1986 w Kennedy Center w Waszyngtonie, Domingo zagrał w niej tytułową rolę. Planował wystawić musical popowy Goya: A Life in Song, ale spektakl nigdy nie doczekał się premiery z powodu napiętego grafiku Domingo. Artysta wydał libretto musicalu w 1989 w formie albumu koncepcyjnego pt. Goya: A Life in Song. Płytę promował singlem z utworem „Till I Loved You”, który nagrał w kilku wersjach językowych w duecie z różnymi artystkami: Dionne Warwick (w języku angielskim), Glorią Estefan (w j. hiszpańskim), Seiko Matsudą (w j. japońskim) i  Simone Bittencourt de Oliveirą (w j. portugalskim).
Po trzęsieniu ziemi w jego rodzinnym Meksyku, do którego doszło we wrześniu 1985, na prawie rok ograniczył działalność artystyczną do grania koncertów charytatywnych w Europie i Ameryce na rzecz mieszkańców tego miasta. W 1990 zaśpiewał z José Carrerasem i Lucianem Pavarottim na balu dobroczynnym w Rzymie, a po pozytywnym odbiorze występu rozpoczął z nimi serię występów pod nieformalnym szyldem „Trzej Tenorzy”. 5 grudnia 1992 zaśpiewał w Domu Muzyki i Tańca w Zabrzu podczas koncertu dobroczynnego Serce za serce na rzecz Kliniki Kardiochirurgii prof. Zbigniewa Religi w Zabrzu i Fundacji Rozwoju Kardiochirurgii; dochód z koncertu wyniósł ok. 2 mld zł, nie licząc dochodu ze sprzedaży kaset wideo, do których prawa Domingo przekazał fundacji prof. Religi. W 1993 powołał międzynarodowy konkurs wokalny Operalia, który rokrocznie organizowany jest w Paryżu. W 1994 zaśpiewał w kasynie „Trump Plaza” w Atlantic City. W 1996 objął funkcję dyrektora artystycznego Kennedy Center of the Performing Arts w National Opera w Waszyngtonie, a w 2000 został doradcą artystycznym Los Angeles Opera.
Był notowany na liście najbogatszych wokalistów na świecie sporządzonej przez „National Enquirer”. W drugiej połowie lat 90. magazyn „Hispanic Business” oszacował roczny dochód Domingo na ok. 15,5 mln dol.
Współpracuje z Teatrem Wielkim – Operą Narodową w Warszawie, za co uhonorowany został tytułem doktora honoris causa Akademii Muzycznej im. Fryderyka Chopina. W 2005 wystąpił w partii Siegmunda w koncertowej wersji Walkirii Richarda Wagnera w Teatrze Wielkim w Warszawie. 8 czerwca 2009 zagrał koncert w Teatrze Wielkim w Łodzi. 27 kwietnia 2014 wystąpił podczas koncertu Tu zaczęła się Polska w Poznaniu.

### Życie prywatne
Znany był z licznych romansów. Z pierwszą żoną, Aną Maríą Guerrą Cué (1938–2006), ma syna, José (ur. 1958). Po roku opuścił rodzinę i wziął rozwód. 1 sierpnia 1963 ożenił się ze śpiewaczką operową Martą Ornelas, z którą ma dwóch synów: Plácido juniora (ur. 1965) i Alvaro (ur. 1968).